# 생방송 화제집중
《생방송 화제집중》은 MBC TV에서 1998년 1월 19일부터 2008년 11월 14일까지 방송되었던 시사교양 프로그램이다.

## 방송 시간
| 방송 채널 | 프로그램명          | 방송 기간                          | 방송 시간                          |
| --------- | ------------------- | ---------------------------------- | ---------------------------------- |
| MBC TV    | 화제집중 생방송 6시 | 1998년 1월 19일 ~ 2000년 5월 12일  | 매주 평일 저녁 6시 ~ 6시 30분      |
| MBC TV    | 생방송 화제집중     | 2000년 5월 15일 ~ 2000년 6월 16일  | 매주 평일 오후 5시 40분 ~ 6시 30분 |
| MBC TV    | 생방송 화제집중     | 2000년 6월 19일 ~ 2000년 10월 27일 | 매주 평일 오후 5시 45분 ~ 6시 30분 |
| MBC TV    | 생방송 화제집중     | 2000년 10월 30일 ~ 2001년 11월 2일 | 매주 평일 오후 5시 50분 ~ 6시 30분 |
| MBC TV    | 생방송 화제집중     | 2001년 11월 5일 ~ 2008년 11월 14일 | 매주 평일 오후 5시 35분 ~ 6시 30분 |

## 타이틀 변천사
| 기수 | 타이틀                            | 방송 기간                           |
| ---- | --------------------------------- | ----------------------------------- |
| 1기  | 화제집중 생방송 6시               | 1998년 1월 19일 ~ 2000년 5월 12일   |
| 2기  | 생방송 화제집중                   | 2000년 5월 15일 ~ 2008년 11월 14일  |
| 3기  | 6시 뉴스매거진 MBC 파워매거진     | 2010년 11월 1일 ~ 2011년 5월 27일   |
| 4기  | 생방송 월화수목 생방송 금요와이드 | 2011년 5월 30일 ~ 2012년 10월 5일   |
| 5기  | 생방송 원더풀 금요일              | 2012년 10월 26일 ~ 2014년 11월 14일 |
| 6기  | 생방송 오늘저녁                   | 2014년 11월 17일 ~ 현재             |

## 진행자
- 1998년 1월 19일~2000년 : 이재용
- 2000년 ~ 2004년 : 김성주[1], 박나림
- 2004년 ~ 2005년 : 김성주, 박혜진
- 2005년 : 김완태, 박혜진
- 2005년 ~ 2006년 : 김정근, 박혜진
- 2006년 : 김정근, 나경은
- 2006년 ~ 2007년 : 김정근, 서현진
- 2007년 ~ 2008년 : 김정근, 최현정
- 2008년 11월 14일: 강재형, 문지애

## 방송사고
전 진행자였던 최현정 아나운서가 2007년 9월 스튜디오로 화면이 바뀐 것을 모르고 전 진행자인 김정근 아나운서와 웃고 있는 방송사고에 이어 2007년 11월 26일 구토 중 마이크를 끄지 않아 구토소리가 그대로 방송되었다.

## 후속작
생방송 화제집중 이후에는 더 이상 저녁 정보 프로그램을 방송되지 못하다가 2010년 11월 1일부터 6시 뉴스매거진 후반부의 정보 보도를 통해 부활하였으며, 2012년 1월 20일에 폐지되었다. 2010년 9월부터 MBC 파워매거진의 방송을 시작해 이후 금요일 오전으로 옮겼으며, 2011년 6월 3일부터 생방송 금요 와이드를 방송되었다가 2012년 10월 12일부터 생방송 원더풀 금요일을 새로 방송되었다. 참고로 2012년 6월 11일부터 생방송 월화수목을 방송되어 2012년 10월 5일까지 방송되었으며, 이후 월요일과 목요일에는 저녁 정보 프로그램이 방송되지 못하다가 금요일 방송이었던 생방송 원더풀 금요일이 2014년 11월 14일에 종료되었으며, 2014년 11월 17일부터 생방송 오늘 저녁이 신설되어 방송중이다.